# フォロワーシップ
フォロワーシップ（英: followership）とは、組織・集団の目的達成に向けてリーダーを補佐する機能・能力。

## 概説
フォロワーとは、リーダーを補佐する周辺の人のことで部下やチームメンバーを指すことが多い。
フォロワーには、リーダーの指示に従って成果を上げるだけでなく、自発的に意見を述べたりリーダーの間違いを訂正することも期待される。
組織・集団の利益を最適化するためにはフォロワー自身の実力のみならず、集団の目的に対する達成意欲及び、リーダーとの信頼関係が必要とされている。

## フォロワーシップの効果
フォロワーシップの提唱者である米国カーネギーメロン大学のロバート・ケリー教授の調査によると、組織が出す結果に対して「リーダー」が及ぼす影響力は1－2割。
対する「フォロワー」が及ぼす影響力は8－9割にものぼる。
企業再生や組織変革の成功企業の中には、企業トップの功績として取りざたされているものが多数ありますが、マスコミとして劇的なストーリーを作り易いからであり、
実際は多くのフォロワーの活躍がなければ成立しなかったものばかりです。組織改革を始めるのはリーダーですが、完遂させるのはフォロワーである。
フォロワーシップには、チームにとっての「組織的効果」と、フォロワー自身にとっての「個人的効果」の2つの側面がある。
組織的効果
・目的・方針を共有して実行に移すことができる
・上司の判断や決断のミスや、ぬけもれを防ぐことができる
・現場の生の情報をボトムアップすることができる
・チームとしての一体感や凝集力を高めることができる
・提案・提言する雰囲気や文化をつくることができる
個人的効果
・指示待ち的な姿勢が、自律的に考えて行動する姿勢に変わる
・人間的な好き嫌いに依存することなく、上司と仕事をするようになる
・上司の立場で考えることにより、マネジャーとしての予備的訓練になる
・上司からの評価が向上して、より大きな権限を獲得することができる
・一匹狼的な動きが、他メンバーと協働する動きに変わる

## フォロワーシップの特性-リーダーシップとの相乗効果
フォロワーシップは単独では影響力を発揮できない。リーダーによるリーダーシップとの関係の中で効果を発揮する。
例えば「方向」という領域では、リーダーシップは「ビジョンを示す」のに対して、フォロワーシップでは「翻訳して、具体化する」。
これは、リーダーによって組織の目的や方針が示されたら、フォロワーがブレイクダウンして実現可能な施策や計画に落とし込んでいくということである。
個人毎にバラバラで組織として動けないチームは、リーダーとフォロワーの間で「目的・方針共有－具現化－実行－検証」ができていない。
リーダーシップの「焦点」が「決定する」に対して、フォロワーシップでは「提言する（健全な批判をする）」である。
米国におけるフォロワーシップの定義では「批判する」となっていますが、個人と会社が対等な契約関係では結ばれていない。
個人の自律性が未熟で集団としての同質性が強い日本の企業組織では「提言する」とか「健全な批判をする＝自分なりの代替案を示す」という考え方がフィットする。

## フォロワーシップの対象
フォロワーシップは部下の立場の人のためにあると定義したが、実際の組織では、リーダーとしての立場にある人にも求められる。
具体的には次の2種類がある。企業は方針展開や公式の権限行使で組織活動が行われる。したがって課長は部長に対して、部長は役員に対して、役員は社長に対してフォロワーシップが求められる。そして、もう1つは実務遂行における考え方。チームの中では、役職の上下に関係なく、そのテーマや課題において一番当事者意識や経験のある人が権限を獲得してリーダーシップを発揮した方がいい結果を出せる。上司は自分の役職や肩書きに関係なく、リーダーシップを発揮している部下に対してフォロワーシップを発揮することが求められる。これは、ビジネスパーソンが仕事への当事者意識とモチベーションが高まる「自己決定」をした時でもある。
つまり上司が部下にある分野の仕事を任せてリーダーとして「決定」を委任して、そこに対して「提言する」「健全な批判をする」ようになれば、部下はやる気を起こすようになる。部下に十分な経験や知識があればリーダーを任せ、上司が意識的にフォロワーシップを発揮すれば、部下はストレッチできてチームとしても強くなれる。